# 椿駅
椿駅（つばきえき）は、和歌山県西牟婁郡白浜町椿にある、西日本旅客鉄道（JR西日本）紀勢本線（きのくに線）の駅。
椿温泉の玄関口ではあるが、その温泉街の中心部とはかなり離れており、ひっそりとした場所に位置する。

## 歴史
この駅は1935年（昭和10年）3月、国鉄紀勢西線の紀伊富田駅から当駅までの開通とともに、紀伊椿駅（きいつばきえき）として開業した。椿駅を最初から名乗れなかったのは、当時の五能線にすでに椿駅が存在していたからである。
なお駅名は、五能線において1964年（昭和39年）10月1日に八森駅が東八森駅と改称され、同年11月1日に椿駅が八森駅に改称されたのを受け、1965年（昭和40年）3月1日椿駅へ改称となった。同じ日には白浜口駅が白浜駅に、紀伊湯浅駅が湯浅駅に改称されている。

### 年表
- 1935年（昭和10年）3月29日：国有鉄道紀勢西線の紀伊椿駅（きいつばきえき）として開業[1][2]。
- 1936年（昭和11年）10月30日：国鉄紀勢西線が当駅から周参見駅まで延伸[1]。
- 1959年（昭和34年）7月15日：現在の紀勢本線が全通、紀勢本線所属となる[1]。
- 1965年（昭和40年）3月1日：椿駅に改称[2]。
- 1971年（昭和46年）7月1日：貨物の取り扱いを廃止[2]。
- 1978年（昭和53年）4月1日：荷物扱い廃止[2]。
- 1985年（昭和60年）3月14日：無人駅化（簡易委託駅化）[3][4]。一部の特急「くろしお」が停車を開始。
- 1987年（昭和62年）4月1日：国鉄分割民営化に伴い、西日本旅客鉄道（JR西日本）の駅となる[1][2]。
- 2003年（平成15年）11月1日：簡易委託解除、完全な無人駅となる。
- 2015年（平成27年）3月14日：特急「くろしお」の停車駅から外れる[5][6]。
- 2021年（令和3年）3月13日：ICカード「ICOCA」の利用が可能となる[7]。

## 駅構造
単式ホーム・島式ホーム複合型の2面2線を有する、行違い可能な地上駅。かつては2面3線のホームであったが、現在は3番線の和歌山方のポイントと場内・出発信号機・架線が取り外され保線車両の材料線となっている。単式ホームから階段を下りたところに駅舎が置かれる。ホーム間の連絡は跨線橋による。1番のりばは若干幅が狭い。
古くから駅舎は木造瓦葺で、内部の待合所には出札窓口が残る。駅舎の「椿駅」の看板にはツバキの花の絵がかかれており、駅舎の周りにもツバキの木が植えられている。また、待合所には山形県西置賜郡飯豊町にある東日本旅客鉄道（JR東日本）米坂線の羽前椿駅の写真が飾られている。
2003年11月1日から無人駅（現在は紀伊田辺駅管理）となっているため、駅員はいない。それまでは簡易委託駅であり、駅舎の中の出札口で切符を販売していた。2021年3月13日よりICOCAが利用可能になっている。
国鉄時代には急行が停車し、当駅を起終点とする急行列車もあった。2015年3月13日までは特急列車が1日1往復停車していたが、翌14日のダイヤ改正により、特急の停車は取りやめられ、以降は普通列車のみの停車となっている。なお、2011年3月11日までは特急は1日2往復停車していた。

### のりば
| のりば | 路線       | 行先                     |
| ------ | ---------- | ------------------------ |
| 1      | きのくに線 | 白浜・和歌山方面         |
| 2      | きのくに線 | 串本・紀伊勝浦・新宮方面 |

上表の路線名は旅客案内上の名称（愛称）で表記している。1番のりばは下り本線、2番のりばは上り本線。

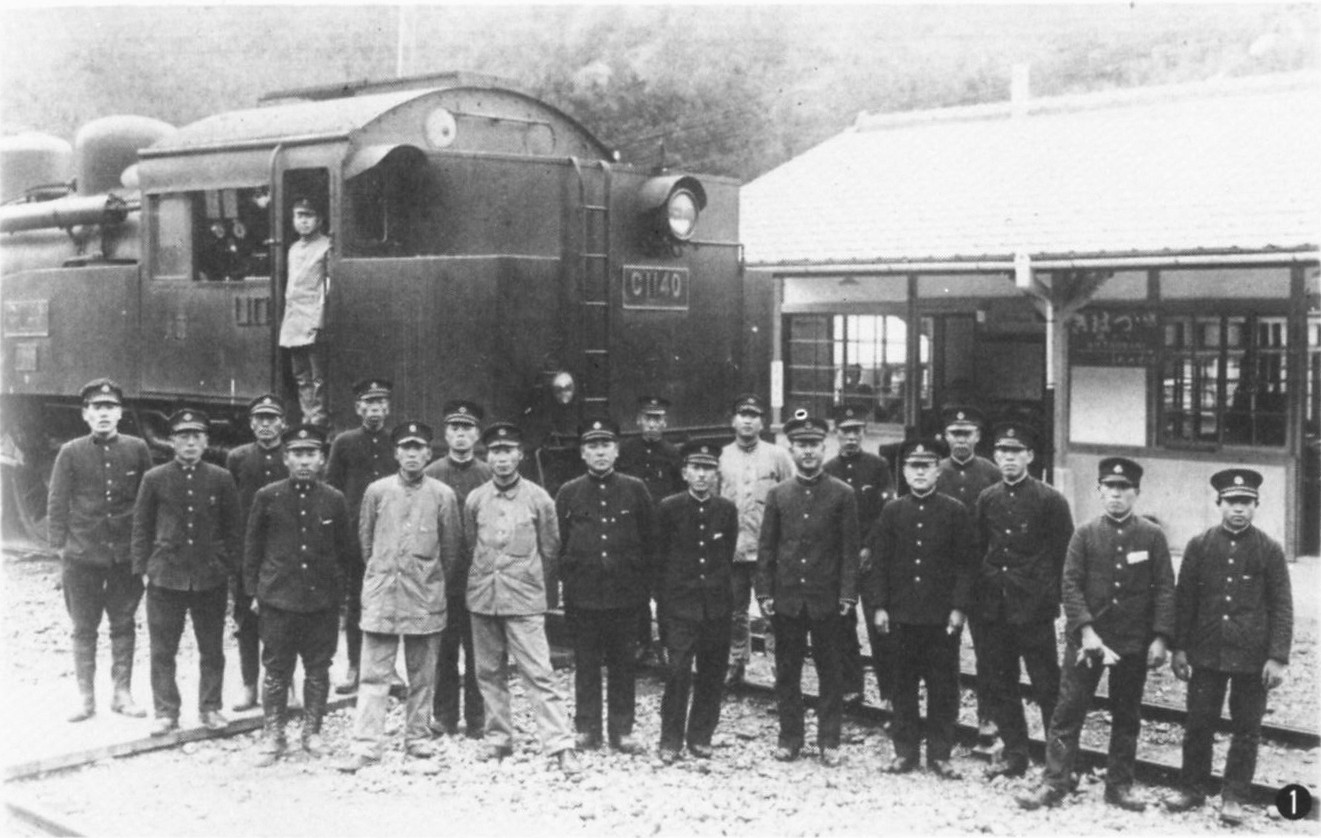
1935年頃、終着駅時代の構内。駅名標に注目。写るC11形40号機は現在福知山駅前で保存。
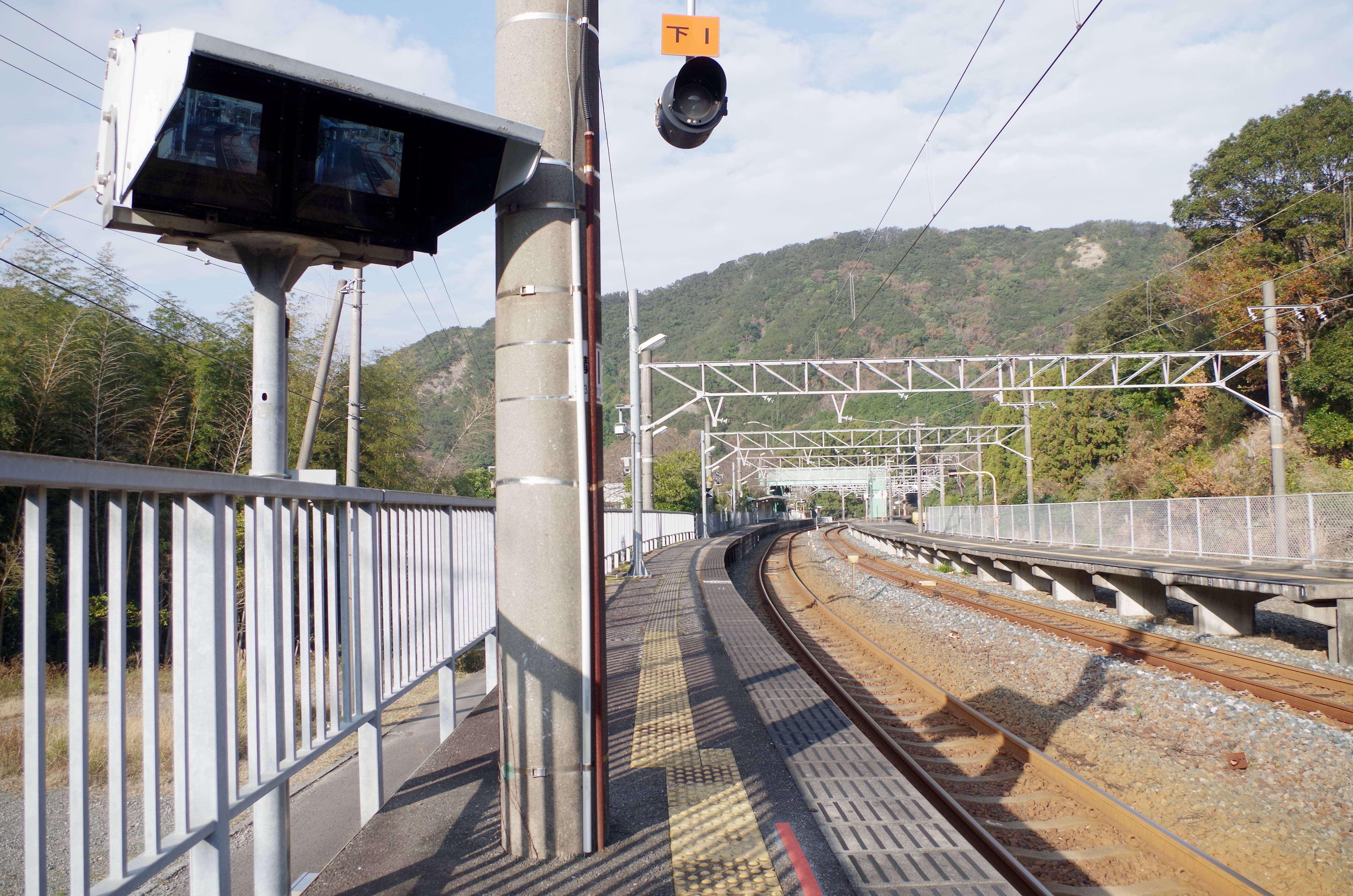
ホーム（2016年1月）

## 利用状況
近年の1日平均乗車人員は以下の通り。
| 年度   | 1日平均 乗車人員 |
| ------ | ---------------- |
| 1998年 | 78               |
| 1999年 | 68               |
| 2000年 | 58               |
| 2001年 | 49               |
| 2002年 | 33               |
| 2003年 | 31               |
| 2004年 | 28               |
| 2005年 | 31               |
| 2006年 | 31               |
| 2007年 | 36               |
| 2008年 | 37               |
| 2009年 | 38               |
| 2010年 | 40               |
| 2011年 | 38               |
| 2012年 | 38               |
| 2013年 | 32               |
| 2014年 | 29               |
| 2015年 | 27               |
| 2016年 | 20               |
| 2017年 | 19               |
| 2018年 | 18               |
| 2019年 | 15               |
| 2020年 | 13               |
| 2021年 | 12               |
| 2022年 | 14               |

## 駅周辺
この駅は、椿温泉で知られる椿集落の入口であるが、その中心部からはかなり離れている。海岸線沿いにある椿温泉からは当駅は内陸に位置するため、山中にひっそりと佇む駅といった風情である。椿地区の中心地には明光バスなどの交通手段があるが、この駅の周辺には手つかずの山林が広がるのみで、駅はいたって寂しい場所にある。
駅前には朝来帰川（あさらぎがわ）が流れており、それに沿って椿の中心部たる朝来帰の集落まで、県道215号が伸びている。その道を駅からしばらく行くと、小規模な集落である朝来帰にたどりつく。そこから海岸線沿いの国道42号をさらにもう少し昇ると、ようやくホテルやリゾートマンション・釣具屋などがある椿温泉の温泉街にたどり付くことができる。
このように、駅から温泉まではかなり離れているため、駅前には旅行客が自由に使える貸し自転車が置かれていたが、管理者不足により現在は利用できない。またこのため、観光客はホテルなどへの移動手段として、送迎バスを電話で呼んで駅まで来てもらうようになっている。また、公衆トイレが設置されている。
- 白浜町立椿小学校（2019年3月閉校）
- 椿郵便局

## 隣の駅
西日本旅客鉄道（JR西日本）
 きのくに線（紀勢本線）
紀伊日置駅 - 椿駅 - 紀伊富田駅